# Иван Парапунов
Иван Николов Парапунов е български офицер, генерал-лейтенант.

## Биография
Роден е на 10 ноември 1947 г. в Разлог. Завършва Висшето военновъздушно училище в Долна Митрополия през 1969 г. Започва службата си в двадесет и пети изтребително-бомбардировъчен авиополк в Чешнегирово.
През 1973 г. е вербуван за агент от III управление на Държавна сигурност с псевдоним Пенев. През 1977 г. е част от 15-те полуфиналиста в първия набор космонавти за полет по програмата „Интеркосмос“.
През 1980 г. завършва Военната академия в София.
От 1980 г до 1985 г е бил командир на авиационна ескадрила (три години поред първенец във ВВС).
От 1985 до 1987 г. е командир на двадесет и шести разузнавателен авиополк в Добрич. От 1987 до 1988 г. е заместник командир по летателната част на десети смесен авиационен корпус.
Летял е на 10 типа самолети. Общ нальот 2500 часа. Пилот на Су-22. Военен летец първи клас.
Завършва Военната академия на Генералния щаб на Въоръжените сили на СССР в Москва от 1988 г до 1990 г . От 1990 до 1993 г. е командир на десети смесен авиационен корпус. В периода 29 ноември 1993 – 1 септември 1996 г. е Командващ Авиацията във Военновъздушните сили, като е удостоен с висше военно звание генерал-майор. На 19 август 1996 г. е извършено преименуване на длъжността – освободен е от длъжността командващ авиацията на Военновъздушните сили и назначен за началник на управление „Авиация“ в Главния щаб на ВВС, считано от 1 септември 1996 г. На 6 май 1998 г. е освободен от длъжността началник на управление „Авиация“ в Главния щаб на Военновъздушните сили и назначен за заместник-началник на Главния щаб на Военновъздушните сили, считано от 7 май 1998 г. На 7 юли 2000 г. е удостоен с висше военно звание генерал-лейтенант, освободен от длъжността заместник-началник на Главния щаб на Военновъздушните сили и назначен за заместник-началник на Главния щаб на Военновъздушните сили по подготовка на войските. На 23 октомври 2000 г. е освободен от длъжността заместник-началник на Главния щаб на Военновъздушните сили по подготовка на войските.
От 2001 г. до 2005 г е военен аташе в Москва след което е освободен от кадрова военна служба и преминава в запаса. Снет от запаса през 2010 г.

## Образование
- Висше военновъздушно училище „Георги Бенковски“ – до 1969
- Военна академия „Г.С. Раковски“ – до 1980
- Академията на Генералния щаб на Съветската армия – до 1990

## Военни звания
- Лейтенант – (1969)
- Майор – (1977)
- Подполковник (1985)
- Генерал-майор (1990)
- Генерал-лейтенант (в запаса).